# Прикуп (телесериал)
«При́куп» (англ. The Take) — четырёхсерийная драма режиссёра Дэвида Друри. Экранизация одного из бестселлеров известной британской писательницы Мартины Коул.

## Сюжет
1984 год. Фрэдди (Том Харди) отсидел срок и вышел из тюрьмы, наладив за время пребывания необходимые связи. После вечеринки, устроенной заждавшейся его женой Джеки, жестокий Фредди первым делом идёт к бывшему напарнику Микки и мстит за предательство, из-за которого его посадили в тюрьму. Этот напарник из команды Сидди, который намечал «провернуть» серьёзное дело. Фредди занимает место Микки и берёт с собой в напарники своего кузена Джимми. После сделанного дела Фредди убивает Сидди.
Сделку по экстази, которую Джимми вел спокойно и умно, Фредди сорвал, не думая о будущем. Он становится обузой, вследствие чего криминальный авторитет Оззи отстраняет его ото всех дел и назначает Джимми главным в команде. Джимми не хочет предавать кузена, но выбора у него нет. Фрэдди узнает о предательстве кузена от Патриши, сестры Оззи. Буйный Фредди избивает жену, и, узнав об этом, Мэгги ругается с ним.
Параллельно идёт линия отношений отца и сына. Фредди заботится о своей матери и ненавидит отца за то, что тот бросил её. В конце первой серии он калечит отца, чтобы тот в инвалидном кресле не мог жить без своей законной жены.
Джимми уезжает по делу в Амстердам, оставив жену — Мэгги — дома одну. В дом приходит Фредди и насилует её, зная, что Мэгги ничего мужу не расскажет, боясь, что он её бросит.
После рождения мальчика только Мэгги и Фредди знали, чей это ребёнок на самом деле. Когда оба ребёнка Фредди (от законной жены и Мэгги) гостили у бабушки, ребёнок Фредди, видя, как его отец тепло относился к ребёнку Мэгги, убивает малыша. После похорон Джеки понимает, что убитый мальчик был от её мужа. Джэки направляется к сестре, обвиняя её в соблазнении своего мужа. Мэгги рассказывает про изнасилование, но Джэки ей не верит и уходит. По пути она видит, как к Мэгги направляется Фредди, и решает проследить за ним. Фредди говорит Мэгги, что расскажет её мужу, что малыш на самом деле был его сын, даже если Джимми убьет его. Испугавшись, Мэгги убивает его на глазах у Джеки, которая смотрит на это с невозмутимым видом, не вызывая скорую.
Джимми думает, что его кузена «убрал» Оззи. И Сидди, и Фредди работали на Оззи, и они оба убиты. Джимми, боясь за себя, убивает Оззи.
Джеки изменила внешний вид и уехала, не сказав никому куда. Сказав, что не хочет, чтобы её сын вырос таким же, как его отец. К тому же было ясно, что Джимми, пытавшийся узнать, где она, собирается убить её сына, тем самым отомстив за своего. В конце мы видим, как беременная Мэгги счастлива в браке, не зная, каким жестоким стал её муж.

## В ролях
- Том Харди — Фредди
- Шарлотта Райли — Мэгги
- Брайан Кокс — Оззи
- Кирстон Уэринг — Джеки
- Шон Эванс — Джимми

## Саундтрек
| №  | Название              | Автор(ы)              | Длительность |
| -- | --------------------- | --------------------- | ------------ |
| 1. | «Club Foot»           | Kasabian              | 3:34         |
| 2. | «I Got You Babe»      | UB40 & Chrissie Hynde | 3:09         |
| 3. | «Easy Lover»          | Phil Collins          | 5:06         |
| 4. | «Electro Nouveau»     | Chris Norton          | 2:29         |
| 5. | «Bring Me Back A Dog» | IAMX                  | 3:29         |